# Ptilonorhynchidae
Famille
Les Ptilonorhynchidae (ou ptilonorhynchidés) sont une famille de passereaux constituée de 8 genres et 20 espèces d'oiseaux jardiniers endémiques de l'Australie et de la Nouvelle-Guinée.

## Comportement et habitats

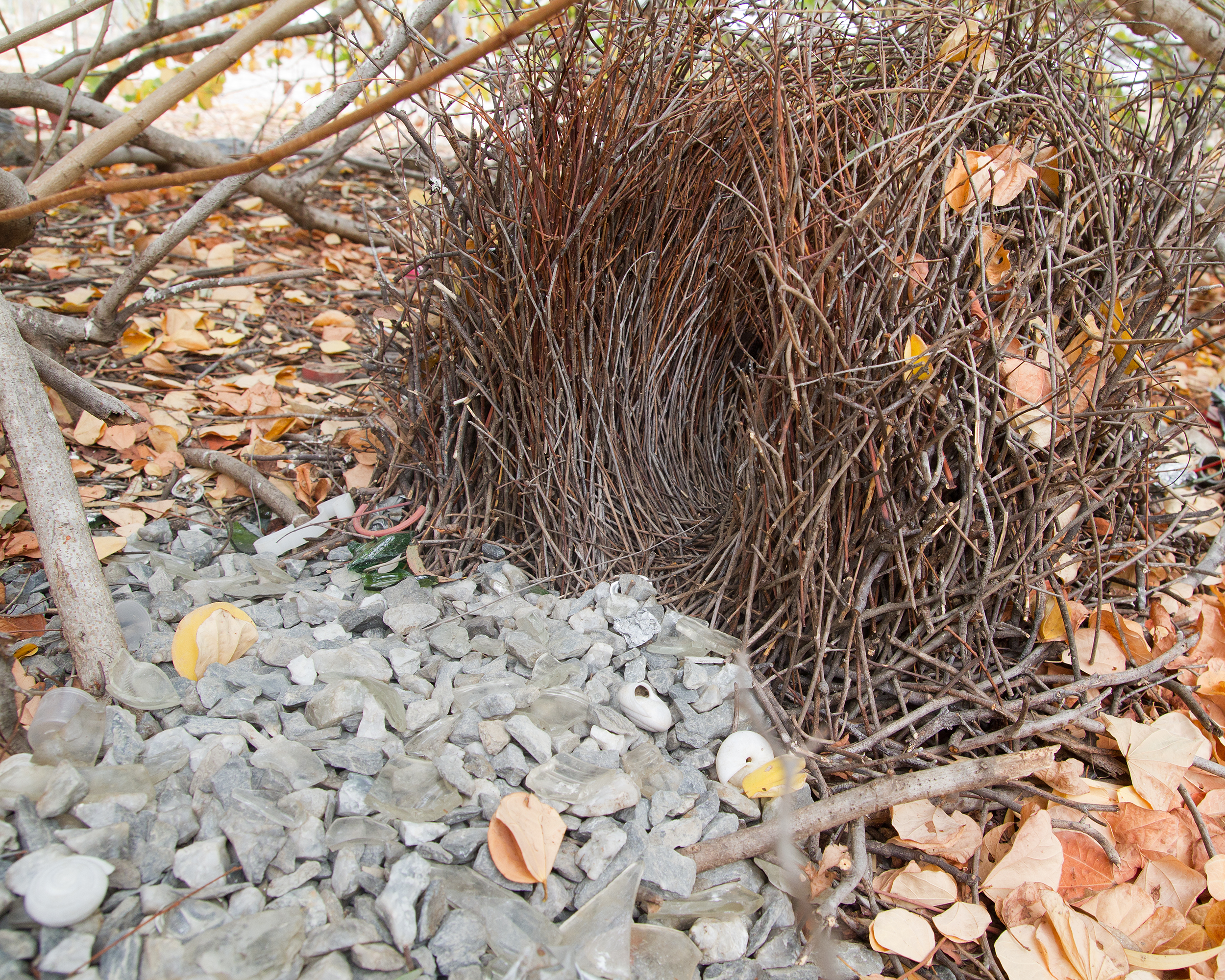
Tonnelle d'oiseau jardinier. L’oiseau dispose des objets (cailloux, os, etc.) et c’est là qu’il parade tandis que la femelle se trouve dans l’allée sous la tonnelle.

Cette famille présente des caractéristiques uniques parmi les oiseaux : en plus de ne pas participer à la vie de couple avec sa femelle, les mâles construisent sur le sol des tonnelles ou berceaux, faits d'herbes sèches et de brindilles. Le tapissage par de la mousse de ces véritables garçonnières (la grande majorité des oiseaux jardiniers étant adeptes de la polygynie) peut durer des années. Afin d'attirer les femelles, ces charmantes demeures sont consciencieusement décorées de différents amas (chacun d'une couleur distincte) de baies, champignons, fleurs, cailloux, crottins... Leur habitat va des forêts tropicales humides aux mangroves, et s'étend jusqu'à 3 600 mètres d'altitude.

## Systématique
Le Piopio de Nouvelle-Zélande (Turnagra capensis) était auparavant placé dans cette famille, mais des analyses génétiques ont montré que c'était un Oriolidae.

### Liste alphabétique des genres
- Ailuroedus Cabanis, 1851 (10 espèces)
- Amblyornis Elliot, 1872 (5 espèces)
- Archboldia Rand, 1940 (1 espèce)
- Chlamydera Gould, 1837 (5 espèces)
- Prionodura De Vis, 1883 (1 espèce)
- Ptilonorhynchus Kuhl, 1820 (1 espèce)
- Scenopooetes Coues, 1891 (1 espèce)
- Sericulus Swainson, 1825 (4 espèces)

### Liste des espèces
D'après la classification de référence (version 5.2, 2012) du Congrès ornithologique international (ordre phylogénique) :
- Ailuroedus buccoides – Jardinier à joues blanches
- Ailuroedus crassirostris – Jardinier vert
- Ailuroedus melanotis – Jardinier oreillard
- Scenopoeetes dentirostris – Jardinier à bec denté
- Archboldia papuensis – Jardinier d'Archbold
- Amblyornis inornata – Jardinier brun
- Amblyornis macgregoriae – Jardinier de MacGregor
- Amblyornis subalaris – Jardinier à huppe orange
- Amblyornis flavifrons – Jardinier à front d'or
- Prionodura newtoniana – Jardinier de Newton
- Sericulus aureus – Jardinier du Prince d'Orange
- Sericulus ardens – Jardinier ardent
- Sericulus bakeri – Jardinier de Baker
- Sericulus chrysocephalus – Jardinier prince-régent
- Ptilonorhynchus violaceus – Jardinier satiné
- Chlamydera guttata – Jardinier tacheté
- Chlamydera nuchalis – Jardinier à nuque rose
- Chlamydera maculata – Jardinier maculé
- Chlamydera lauterbachi – Jardinier de Lauterbach
- Chlamydera cerviniventris – Jardinier à poitrine fauve